# RDFa
RDFa, del Inglés Resource Description Framework in Attributes, es un conjunto de extensiones de XHTML propuestas por W3C para introducir semántica en los documentos. RDFa aprovecha atributos de los elementos meta y link de XHTML y los generaliza de forma que puedan ser utilizados en otros elementos. Además se ha definido una correspondencia simple que permite extraer tripletes RDF.

## Rudimentos
RDFa es en esencia una generalización de los atributos de los elementos meta y link de XHTML. La a minúscula que se añade a las siglas RDF es precisamente la inicial de la palabra "atributos".
Los atributos que se utilizan son
- typeof: indica de que tipo es la instancia descrita.
- about: una URI que indica el recurso que describen los metadatos y que remite al documento actual por defecto
- rel, rev, href y resource: atributos que establecen un relación o relación inversa con otro recurso
- property: aporta una propiedad para el contenido de un elemento
- content: atributo opcional que se sobrepone al contenido del elemento cuando se usa el atributo property
- datatype: atributo opcional que indica el tipo de datos del contenido

## Ventajas de RDFa
Hay cinco principios de los metadatos interoperables que cumple RDFa .
- Independencia del editor: cada sede web puede usar sus propios estándares.
- Reutilización de datos: se debe tratar de no duplicar los datos; RDFa hace innecesario separar las secciones XML y HTML de los mismos contenidos.
- Autocontención: las secciones de XML y HTML pueden mantenerse separadas.
- Modularidad del esquema: Los atributos son reusables
- Escalabilidad: se pueden añadir campos adicionales con la única condición de que se mantenga la capacidad de extraer semántica de los datos del archivo XHTML.

## Ejemplo de RDFa
Se muestra un ejemplo de metadatos de tipo Dublin core introducidos en el archivo HTML. Los elementos nucleares de DC se añaden a recursos normales, como libro, artículo, etc.: title, author, subject...
```
  
<div
 
xmlns:dc=
"http://purl.org/dc/elements/1.1/"

    
about=
"http://www.example.com/books/wikinomics"
>

    
<span
 
property=
"dc:title"
>
Wikinomics
</span>

    
<span
 
property=
"dc:creator"
>
Don
 
Tapscott
</span>

    
<span
 
property=
"dc:date"
>
2006-10-01
</span>

  
</div>

```

Sin embargo, el auténtico potencial de RDFa se encuentra en la forma en que permite anotar el texto entrante con valores semánticos:
```
  
<p
 
xmlns:dc=
"http://purl.org/dc/elements/1.1/"

     
about=
"http://www.example.com/books/wikinomics"
>

    
In
 
his
 
latest
 
book

    
<em
 
property=
"dc:title"
>
Wikinomics
</em>
,

    
<span
 
property=
"dc:creator"
>
Don
 
Tapscott
</span>

    
explains
 
deep
 
changes
 
in
 
technology,

    
demographics
 
and
 
business.

    
The
 
book
 
is
 
due
 
to
 
be
 
published
 
in

    
<span
 
property=
"dc:date"
 
content=
"2006-10-01"
>
October
 
2006
</span>
.

  
</p>

```